# Pianoforte (film 1984)
Pianoforte è un film italiano del 1984 diretto dall'esordiente Francesca Comencini,
terzogenita del regista Luigi Comencini.

## Trama
Maria, studentessa ventenne, e Paolo, trentenne con un passato di bravo giornalista, cercano di liberarsi dalla dipendenza dall'eroina in una clinica, poi si separano. Si rivedono per partire insieme per le spiagge dello Sri Lanka. Qui Paolo fa provvista di oppio e anche Maria, nonostante un'iniziale riluttanza, finisce per ricaderci. La lotta, difficile, contro la droga porta i due amanti a una decisione opposta: Paolo, lasciandosi andare a un decadimento fisico e morale, finisce suicida mentre Maria decide di vivere, con o senza di lui, e si dedicherà alla carriera di pianista.

## Produzione
Figlia e sposa d'arte (suo marito era manager della Gaumont francese), Francesca Comencini esordì con questo film parzialmente autobiografico realizzandolo con ampia disponibilità di mezzi ma, invece che avvalersi di attori di fama, chiese alla produzione di potersi servire del massimo dei sussidi tecnici: Armando Nannuzzi per la fotografia, Dante Ferretti per la scenografia, Ruggero Mastroianni per il montaggio. «Non potevo con tanto padre», dichiarò, «fare la figura della stupida sul piano tecnico» e scelse invece come protagonista l'esordiente Giulia Boschi.
Il film, presentato alla 41ª Mostra di Venezia nella sezione dedicata ai film di registi esordienti, vinse il premio Venezia De Sica. Luigi Comencini, padre della regista, benché avesse tentato in tutti i modi di dissuaderla dal realizzare un film autobiografico, dovette ammettere di dichiararsi stupefatto per la bravura tecnica della figlia, unica regista donna nella rassegna veneziana.